# TASS

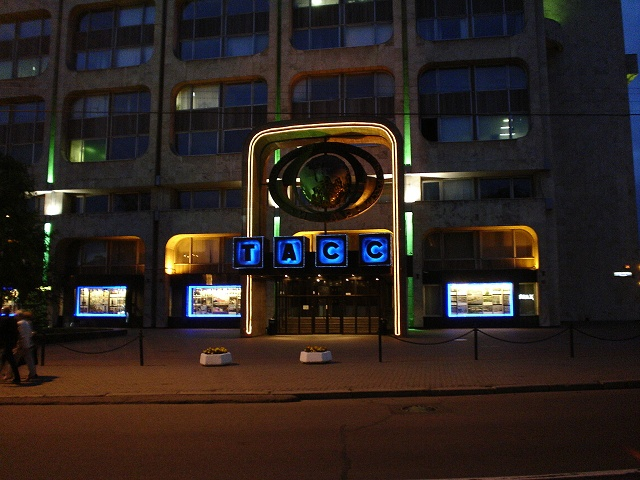
Entrada a l'edifici de TASS

TASS (acrònim del rus Телграфное агентство Советского Союза, Telegràfnoie aguentstvo Sovétskogo Soiuza), que es pot traduir com a Agència de Telègrafs de la Unió Soviètica, va ser l'agència de notícies de l'Estat de la Unió de Repúbliques Socialistes Soviètiques. El nom es deu al fet que en la seva època d'origen, els primers anys del segle xx, les notícies es transmetien per telègraf elèctric. Va ser creada per decret el 25 de juliol de 1925 a partir de l'antiga agència ROSTA. En 1971 va ser transformada en un Comitè Estatal dependent del Consell de Ministres de l'URSS.
Comptava amb una extensa xarxa d'oficines i corresponsals a tot el món i rivalitzava amb avantatge sobre agències de notícies de països capitalistes. A causa que formava part de l'estructura centralitzada de l'URSS, els seus periodistes i directius van ser freqüentment assenyalats com a espies. TASS tenia afiliats en 14 repúbliques de la Unió Soviètica i cobria directament l'RSFS de Rússia, que no tenia una agència pròpia.
En els articles i notes periodístiques era citada en general com a Agència de notícies TASS. L'actual agència de notícies de la Federació Russa i hereva institucional de TASS, ITAR-TASS, conserva l'última part del seu nom com a referència a l'original soviètica.

## Agències de les repúbliques
- RATAU (rus: РАТАУ, RSS d'Ucraïna)
- BelTA (rus: БелТА, RSS de Belarús)
- UzTAG (rus: УзТАГ, RSS d'Uzbekistan)
- KazTAG (v КазТАГ, RSS del Kazakhstan)
- Gruzinform (rus: Грузинформ, RSS de Geòrgia)
- Azerinform (rus: Азеринформ, RSS d'Azerbaidjan)
- ElTA (rus: ЭльТА, RSS de Lituània)
- ATEM (rus: АТЕМ, RSS de Moldàvia)
- Latinform (v Латинформ, RSS de Letònia), actual LETA
- KyrTAG (rus: КирТАГ, RSS de Kirguistan)
- TajikTA (rus: ТаджикТА, RSS de Tadyikistan)
- Armenpress (rus: Арменпрес, RSS d'Armènia)
- Turkmeninform (rus: Туркменинформ, RSS de Turkmenistan)
- ETA (rus: ЭТА, RSS d'Estònia)
- També va existir la KarelfinTAG (rus: КарелфинТАГ) de l'RSS Carelo-Finesa